# Neoturris papua
Neoturris papua is een hydroïdpoliep uit de familie Pandeidae. De poliep komt uit het geslacht Neoturris. Neoturris papua werd in 1843 voor het eerst wetenschappelijk beschreven door Lesson. 